# Championnats d'Europe de gymnastique rythmique 2000
Navigation
Édition précédente Édition suivante
Les championnats d'Europe de gymnastique rythmique 2000, seizième édition des championnats d'Europe de gymnastique rythmique, ont eu lieu en 2000 à Saragosse, en Espagne.